# Кернер, Йозеф
Йо́зеф А́нтон Ке́рнер (нем. Josef Anton Kerner; 1829—1906) — австрийский ботаник и юрист.

## Биография
Йозеф Кернер родился в нижнеавстрийском городе Маутерн 6 июня 1829 года. Учился на юридическом отделении Венского университета, после чего работал в суде в Вене. Затем переехал в Вельс, после чего вернулся в Вену и продолжил работу в суде. С 1871 по 1881 работал в Кремсе, последующие десять лет — председателем районного суда в Винер-Нойштадте. С 1891 по 1896 Йозеф Кернер был федеральным судьёй Зальцбурга.
Йозеф Антон Кернер вместе со своим младшим братом Антоном Йозефом с детства увлекались ботаникой. В 15 лет Йозеф совершил переход через Альпы до Венеции.
Основная часть публикаций Йозефа Кернера по ботанике была посвящена видам родов Ива и Шиповник. Гербарий Кернера был передан Грацскому университету (GZU).
Йозеф Антон Кернер скончался 10 ноября 1906 года.

## Некоторые научные публикации
- Salicologische mittheilungen (1864)